# Helina spinicosta
Helina spinicosta este o specie de muște din genul Helina, familia Muscidae. A fost descrisă pentru prima dată de Zetterstedt în anul 1845. Conform Catalogue of Life specia Helina spinicosta nu are subspecii cunoscute.